# Radermacher

Radermacher is een geslacht waarvan leden sinds 1815 tot de Nederlandse adel behoren en dat in 1882 uitstierf.

## Geschiedenis
De stamreeks begint met Gerlach Radermacher, kastelein te Aken die tussen 1490 en 1501 wordt vermeld. Zijn kleinzoon Johan Radermacher de Oude (1538-1617) werd koopman te Antwerpen en was zeker vanaf 1600 gevestigd in Middelburg; hij maakte een begin met het opstellen van een Nederlandse grammatica, maar maakte die niet af waarmee Twe-spraack de eerste Nederlandse grammatica is geworden.
Een directe nazaat, mr. Frans Reinier Radermacher, heer van 's-Gravenpolder (1765-1816) werd bij KB van 21 augustus 1815 verheven in de Nederlandse adel. Met een dochter stierf dit geslacht in 1882 uit.

## Bekende telgen
- Johan Radermacher (1700-1748), thesaurier en rentmeester-generaal der domeinen, eerste grootmeester van de Nederlandse Orde der Vrijmetselaars.
- Jacobus Radermacher (1741-1783), koloniaal ambtenaar, advocaat, grootsecretaris van de Nederlandse Orde der Vrijmetselaars.